# HMS Hisingen (M43)
HMS Hisingen (M43) var en minsvepare i svenska flottan av typ fiskeminsvepare byggd i trä avsedd att utbilda besättningar för mobilisering till tjänstgöring ombord på trålare modifierade för hjälpminsvepning. Hon byggdes 1985-1986 om till röjdykarbåt, och såldes 2000 till en privat köpare i Stockholm.